# Pseudocalamobius burmanensis
Pseudocalamobius burmanensis är en skalbaggsart som beskrevs av Stephan von Breuning 1949. Pseudocalamobius burmanensis ingår i släktet Pseudocalamobius och familjen långhorningar.
Artens utbredningsområde är Myanmar. Inga underarter finns listade i Catalogue of Life.